# Кловердејл (Индијана)
Кловердејл (енгл. Cloverdale) град је у америчкој савезној држави Индијана.

## Демографија
По попису из 2010. године број становника је 2.172, што је 71 (-3,2%) становника мање него 2000. године.
| Група             | 2000.         | 2010.         |
| Белци             | 2.175 (97,0%) | 2.099 (96,6%) |
| Афроамериканци    | 10 (0,4%)     | 13 (0,6%)     |
| Азијати           | 4 (0,2%)      | 6 (0,3%)      |
| Хиспаноамериканци | 22 (1,0%)     | 19 (0,9%)     |
| Укупно            | 2.243         | 2.172         |